# Almodóvar del Río
Almodóvar del Río település Spanyolországban, Córdoba tartományban. Almodóvar del Río Fuente Palmera, Hornachuelos, Posadas, Villaviciosa de Córdoba, Córdoba és Guadalcázar községekkel határos. Lakosainak száma 7981 fő (2024).

## Népesség
A település népessége az elmúlt években az alábbi módon változott:
| Lakosok száma | 6978 | 7324 | 7487 | 7839 | 7969 | 7977 | 7948 | 7937 | 8036 | 7981 |
|               | 2001 | 2004 | 2006 | 2009 | 2011 | 2014 | 2016 | 2019 | 2021 | 2024 |